# Желтокаменка
Желтока́менка (до 1948 года  Орта́-Мама́й № 4; укр.  Жовтокам'янка, крымскотат. Orta Mamay, Орта Мамай) — село в Сакском районе Республики Крым, входит в состав Суворовского сельского поселения (согласно административно-территориальному делению Украины — Суворовского сельского совета Автономной Республики Крым).

## Население
| 2001 | 2014 |
| ---- | ---- |
| 394  | ↗428 |

Всеукраинская перепись 2001 года показала следующее распределение по носителям языка
| Язык             | Процент |
| ---------------- | ------- |
| русский          | 86.29   |
| крымскотатарский | 7.36    |
| украинский       | 5.58    |
| другие           | 0.51    |

### Динамика численности
| - 1806 год — 140 чел. - 1889 год — 64 чел. - 1900 год — 78 чел. - 1915 год — 175 чел. - 1926 год — 216 чел. - 1939 год — 349 чел. | - 1989 год — 188 чел. - 2001 год — 394 чел. - 2009 год — 477 чел. - 2014 год — 428 чел. |

## Современное состояние
На 2016 год в Желтокаменке 4 улицы; на 2009 год, по данным сельсовета, село занимало площадь 114,1 гектара, на которой в 142 дворах числилось 477 жителей, имеются библиотека, фельдшерско-акушерский пункт. Село связано автобусным сообщением с Евпаторией и соседними населёнными пунктами.

## География
Желтокаменка — село в центре района, в степном Крыму, в одной из балок, впадающих с запада в озеро Сасык, высота центра села над уровнем моря — 20 м. Соседние сёла: примыкающее на северо-западе — Туннельное и в 3,5 км на юго-запад — Каменоломня. Расстояние до райцентра — около 32 километров (по шоссе), ближайшая железнодорожная станция — Евпатория в 16 километрах. Транспортное сообщение осуществляется по региональной автодороге 35Н-470 от шоссе 35К-015 Раздольное — Евпатория до Желтокаменки (по украинской классификации С-0-11222).

## История
Современная Желтокаменка расположена на месте старинной деревни Орта-Мамай, первое документальное упоминание которого встречается в Камеральном Описании Крыма… 1784 года, согласно которому, в последний период Крымского ханства Орта Мамай входил в Козловский кадылык Козловского каймаканства.
После присоединения Крыма к России (8) 19 апреля 1783 года, (8) 19 февраля 1784 года, именным указом Екатерины II сенату, на территории бывшего Крымского Ханства была образована Таврическая область и деревня была приписана к Евпаторийскому уезду. После Павловских реформ, с 1796 по 1802 год, входила в Акмечетский уезд Новороссийской губернии. По новому административному делению, после создания 8 (20) октября 1802 года Таврической губернии, Орта-Мамай был включён в состав Кудайгульской волости Евпаторийского уезда.
По Ведомости о волостях и селениях, в Евпаторийском уезде с показанием числа дворов и душ… от 19 апреля 1806 года в деревне Орта-Мамай числилось 15 дворов, 138 крымский татар и 2 ясыров. На военно-топографической карте 1817 года деревня Орта мамай обозначена с 15 дворами. После реформы волостного деления 1829 года Орта мамай, согласно «Ведомости о казённых волостях Таврической губернии 1829 года», остался в составе Кудайгульской волости. На карте 1836 года в деревне 19 дворов. Затем, видимо, вследствие эмиграции крымских татар в Турцию, деревня заметно опустела и на карте 1842 года Орта-Мамай обозначен условным знаком «малая деревня», то есть, менее 5 дворов.
В 1860-х годах, после земской реформы Александра II, деревню приписали к Чотайской волости. Согласно «Памятной книжке Таврической губернии за 1867 год», деревня Орта Мамай была покинута жителями в 1860—1864 годах, в результате эмиграции крымских татар, особенно массовой после Крымской войны 1853—1856 годов, в Турцию и заселена русскими мещанами. По обследованиям профессора А. Н. Козловского 1867 года, глубина колодцев в деревне составляла 2—5 саженей (4—10 м), вода в которых была «солёная, или горькая, или солоновато-горькая». На карте 1865—1876 года деревня ещё не обозначена, а в «Памятной книге Таврической губернии 1889 года», по результатам Х ревизии 1887 года, в деревне Орта-Мамай уже числилось 8 дворов и 64 жителя.
Земская реформа 1890-х годов в Евпаторийском уезде прошла после 1892 года, в результате Мамай-Орта приписали к Сакской волости.
По «…Памятной книжке Таврической губернии на 1900 год» в деревне числилось 78 жителей в 29 дворах. На 1914 год в селении действовала земская школа. По Статистическому справочнику Таврической губернии. Ч.II-я. Статистический очерк, выпуск пятый Евпаторийский уезд, 1915 год, в посёлке Орта-Мамай № 4 Сакской волости Евпаторийского уезда числилось 27 дворов (все дворы с землёй) с русскими жителями в количестве 20 человек приписного населения и 155 — «постороннего», из которых 85 мужчин и 90 женщин. Жители владели 520 десятинами удобной земли. В хозяйствах имелось 100 лошадей, 10 волов, 34 коровы и 250 голов мелкого скота. При этом № 4 оказался на месте старого Орта-Мамая.
После установления в Крыму Советской власти, по постановлению Крымревкома от 8 января 1921 года № 206 «Об изменении административных границ» была упразднена волостная система и село вошло в состав Евпаторийского района Евпаторийского уезда, а в 1922 году уезды получили название округов. 11 октября 1923 года, согласно постановлению ВЦИК, в административное деление Крымской АССР были внесены изменения, в результате которых округа были отменены и произошло укрупнение районов — территорию округа включили в Евпаторийский район. Согласно Списку населённых пунктов Крымской АССР по Всесоюзной переписи 17 декабря 1926 года, в селе Орта-Мамай № 4, Богайского сельсовета Евпаторийского района, числилось 44 двора, из них 42 крестьянских, население составляло 216 человек, из них 208 украинцев, 6 русских, 1 грек, 1 записан в графе «прочие», действовала русская школа. По данным всесоюзная перепись населения 1939 года в селах Орта-Мамай № 4, Орта-Мамай № 5 и Орта-Мамай № 6 вместе проживало 349 человек.
После освобождения Крыма от фашистов, 12 августа 1944 года было принято постановление № ГОКО-6372с «О переселении колхозников в районы Крыма» и в сентябре 1944 года в район приехали первые новосёлы (150 семей) из Киевской и Каменец-Подольской областей, а в начале 1950-х годов последовала вторая волна переселенцев из различных областей Украины. С 25 июня 1946 года Орта Мамай в составе Крымской области РСФСР. Указом Президиума Верховного Совета РСФСР от 18 мая 1948 года, Орта Мамай № 4 переименовали в Желтокаменку. 26 апреля 1954 года Крымская область была передана из состава РСФСР в состав УССР. Время включения в состав Кольцовского сельсовета пока не установлено: на 15 июня 1960 года село уже числилось в его составе. 1 января 1965 года, указом Президиума ВС УССР «О внесении изменений в административное районирование УССР — по Крымской области», Евпаторийский район был упразднён и село включили в состав Сакского (по другим данным — 11 февраля 1963 года). К 1968 году село передали в состав Суворовского сельского совета. По данным переписи 1989 года в селе проживало 188 человек. С 12 февраля 1991 года село в восстановленной Крымской АССР, 26 февраля 1992 года переименованной в Автономную Республику Крым. С 21 марта 2014 года в составе Крыма аннексирована Россией.